# Prêmio ACIE de Cinema 2011
O Prêmio ACIE de Cinema de 2011 foi a oitava edição do Prêmio ACIE, concedido pela Associação dos Correspondentes de Imprensa Estrangeira no Brasil, a ACIE. A entrega dos troféus ocorreu em 30 de junho de 2011 no Centro Cultural Banco do Brasil, no Rio de Janeiro, reunindo diversos profissionais atuantes no cinema brasileiro.
O homenageado da cerimônia foi Carlos Diegues, que recebeu o Prêmio ACIE pelo conjunto da obra. Tropa de Elite 2: O Inimigo Agora É Outro se saiu como o grande vencedor da noite, mas o prêmio do júri popular foi para o documentário Dzi Croquettes.

## Indicados e vencedores
Os vencedores estão em negrito na tabela abaixo:
| Melhor Filme Tropa de Elite 2: O Inimigo Agora É Outro – José Padilha e Marcos Prado - 5 x Favela - Agora Por Nós Mesmos – Renata Almeida Magalhães e Cacá Diegues - As Melhores Coisas do Mundo – Caio Gullane, Fabiano Gullane, Débora Ivanov, Gabriel Lacerda, Rui Pire - Olhos Azuis – José Jofilly e Heloísa Rezende | Melhor DireçãoJosé Jofilly – Olhos Azuis - Daniel Filho – Chico Xavier - José Padilha – Tropa de Elite 2: O Inimigo Agora É Outro - Laíz Bodanzky – As Melhores Coisas do Mundo                                                                          |
| Melhor Ator Wagner Moura – Tropa de Elite 2: O Inimigo Agora É Outro como Roberto Nascimento - Marat Descartes – Os Inquilinos como Valter - Nelson Xavier – Chico Xavier como Francisco Cândido Xavier "Chico Xavier" - Rui Ricardo Diaz – Lula: O Filho do Brasil como Luiz Inácio Lula da Silva                        | Melhor Atriz Glória Pires – Lula: O Filho do Brasil como Eurídice Ferreira de Melo "Dona Lindu" - Maria Padilha – Praça Saens Peña como Teresa - Nanda Costa – Sonhos Roubados como Jéssica/Melissa - Zezé Polessa – O Bem-Amado como Dorotéia Cajazeira |
| Melhor Roteiro Tropa de Elite 2: O Inimigo Agora É Outro – Bráulio Mantovani, José Padilha e Rodrigo Pimentel - As Melhores Coisas do Mundo – Luiz Bolognesi - Olhos Azuis – Melanie Dimantas e Paulo Halm - Viajo porque Preciso, Volto porque Te Amo – Karim Ainouz e Marcelo Gomes                                     | Melhor FotografiaTropa de Elite 2: O Inimigo Agora É Outro – Lula Carvalho - 400 Contra 1 - Uma História do Crime Organizado – Rodolfo Sanchez - Eu e Meu Guarda-Chuva – Paulo Vainer - Lula: O Filho do Brasil – Gustavo Hadba                          |
| Melhor Trilha Sonora Lula: O Filho do Brasil – Antônio Pinto e Jacques Morelembaum - O Homem que Engarrafava Nuvens – Guto Graça Mello - Tropa de Elite 2: O Inimigo Agora É Outro – Pedro Bromfman - Praça Saens Peña – Pedro Luís                                                                                       | Melhor Documentário Uma Noite em 67 - Caro Francis - Dzi Croquettes - O Abraço Corporativo |